# Vuilnisophaaldienst
Een vuilnisophaaldienst is een activiteit die door gemeenten wordt verzorgd, die daar al dan niet derden voor kan inschakelen.
Periodiek (bijvoorbeeld één of twee keer per week, of één keer per twee weken) wordt het afval opgehaald. Veelal wordt het recyclebare deel gescheiden van het groente-, fruit- en tuinafval (gft). Soms zijn voor beide aparte bakken, maar ook wordt er gebruikgemaakt van de zogenaamde duobakken, waarin beide soorten afval kunnen worden gedaan. De vuilnis-ophaaldienst is van groot belang om eventuele ziekten te kunnen voorkomen.
Sinds eind jaren 90 moet voor deze dienst steeds vaker betaald worden, vaak in de vorm van een diftarsysteem. Zo wil de overheid mensen ertoe aanzetten om minder afval te produceren. Veel afval wordt namelijk na ophaling verbrand in een verbrandingsoven. Vroeger kwam dat het milieu niet ten goede. Nu is dit door de verplichte rookgasreiniging en asverwerking niet meer schadelijk voor het milieu, maar wel veel duurder.
Ook werd in die periode het scheiden van afval in veel landen verplicht. Er wordt meestal een onderscheid gemaakt tussen:
- droog en schoon papier
- groente-, fruit- en tuinafval (gft)
- petflessen, drankkartons en blik (PMD)
- chemisch afval (zoals batterijen en medicijnen)
- restafval
- grofvuil (restafvalvoorwerpen die niet in de restafvalcontainer passen)